# Papilio fuscus
Espèce
Papilio fuscus ou Hélène foncée est une espèce de lépidoptères (papillons) de la famille des Papilionidae. L'espèce est présente en Asie du Sud-Est et en Océanie (Indonésie, Nouvelle-Guinée, Australie et îles environnantes).

## Description

### Imago
Le dimorphisme sexuel est faible, même si la femelle est souvent plus claire que le mâle. À l'avers les ailes sont marron foncé. Les ailes antérieures sont parsemées d'écailles jaunâtres et portent une mince bande blanche, plus ou moins large et absente chez certaines sous-espèces. Les ailes postérieures sont parsemées d'écailles jaunâtres et portent une macule blanche plus ou moins large. Elles ont des queues en forme de spatule, une macule orangée dans l'angle tornal, quelques lunules bleues et souvent, mais pas toujours, une série de lunules submarginales blanchâtres ou orangées.
Le revers est similaire à l'avers mais les macules bleues et oranges des ailes postérieures sont généralement plus nombreuses et plus larges.
Le corps est marron foncé avec quelques macules blanchâtres.

### Juvéniles
Les œufs sont pondus isolément et sont jaune pâle et sphériques. Aux premiers stades, la chenille est marron orangée avec des macules blanchâtres. Elle porte une paire de petites cornes sur le prothorax et une autre paire à l'extrémité du corps. Au dernier stade, la chenille est verte ou marron orangé avec de nombreuses petites macules blanchâtres. La chrysalide est attachée à son support par son cremaster et maintenue tête en haut par une ceinture de soie. Elle est verte avec une ligne longitudinale blanchâtre de chaque côté du corps,.

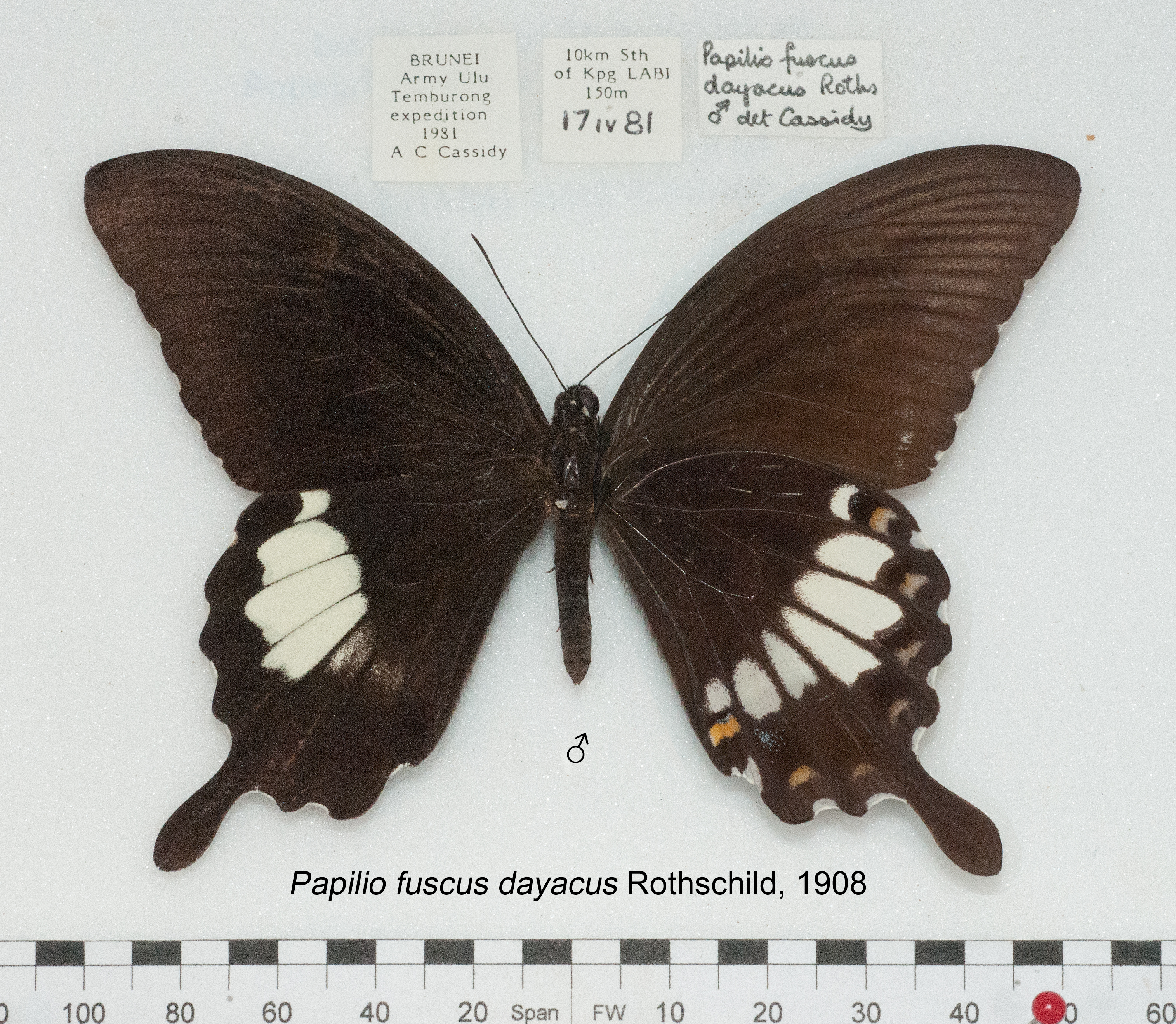
Papilio fuscus dayacus mâle (recto et verso).
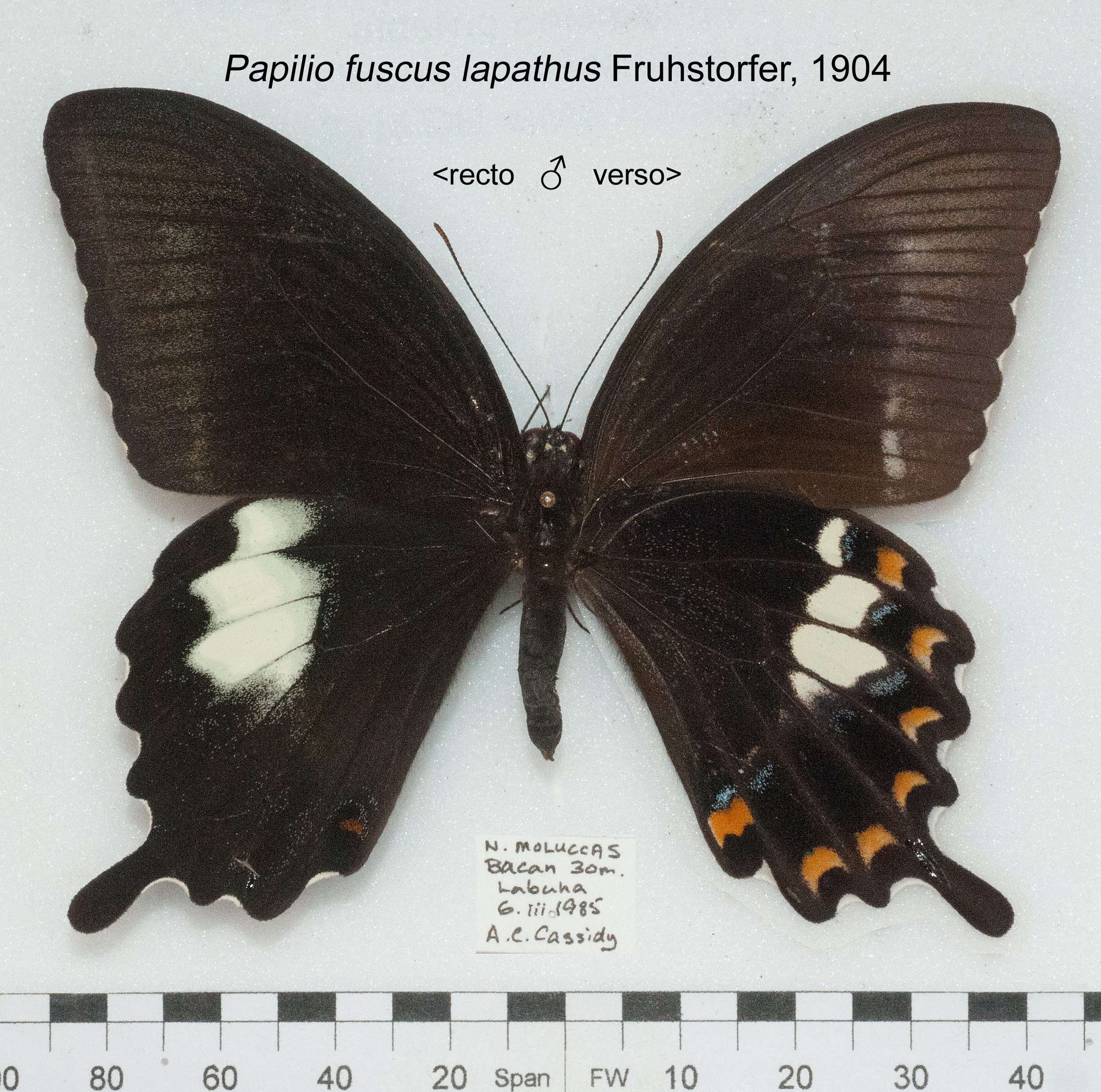
Papilio fuscus lapathus mâle (recto et verso).

## Écologie
La femelle pond ses œufs isolément sur la plante hôte. Cette espèce utilise comme plante hôte les genres Morinda , Bosistoa , Citrus , Clausena , Euodia , Fagara , Geijera , Glycosmis , Halfordia , Microcitrus , Micromelum, Murraya , Zanthoxylum, notamment Micromelum minutum (à Bougainville), Bosistoa brassii, Citrus aurantium, C. aurantifolia, C. limon, C. reticulata, C. sinensis, Clausena brevistyla, Glycosmis pentaphylla, Halfordia scleroxyla, Microcitrus australasica, M. garrawayae, M. inodora, Micromelum minutum, Murraya koenigii, Zanthoxylum ailanthoides, Z. brachyacanthum et Z. nitidum.

Les chenilles se nourrissent des feuilles de la plante-hôte et passent par cinq stades avant de se transformer en chrysalide. Comme toutes les espèces de Papilionides, elles ont derrière la tête un osmeterium, organe fourchu, rouge chez cette espèce, qu'elles déploient pour faire fuir les prédateurs. À la fin du stade larvaire les chenilles se transforment en chrysalide. L'imago émerge au bout de 3 jours à deux semaines, selon les conditions environnementales.

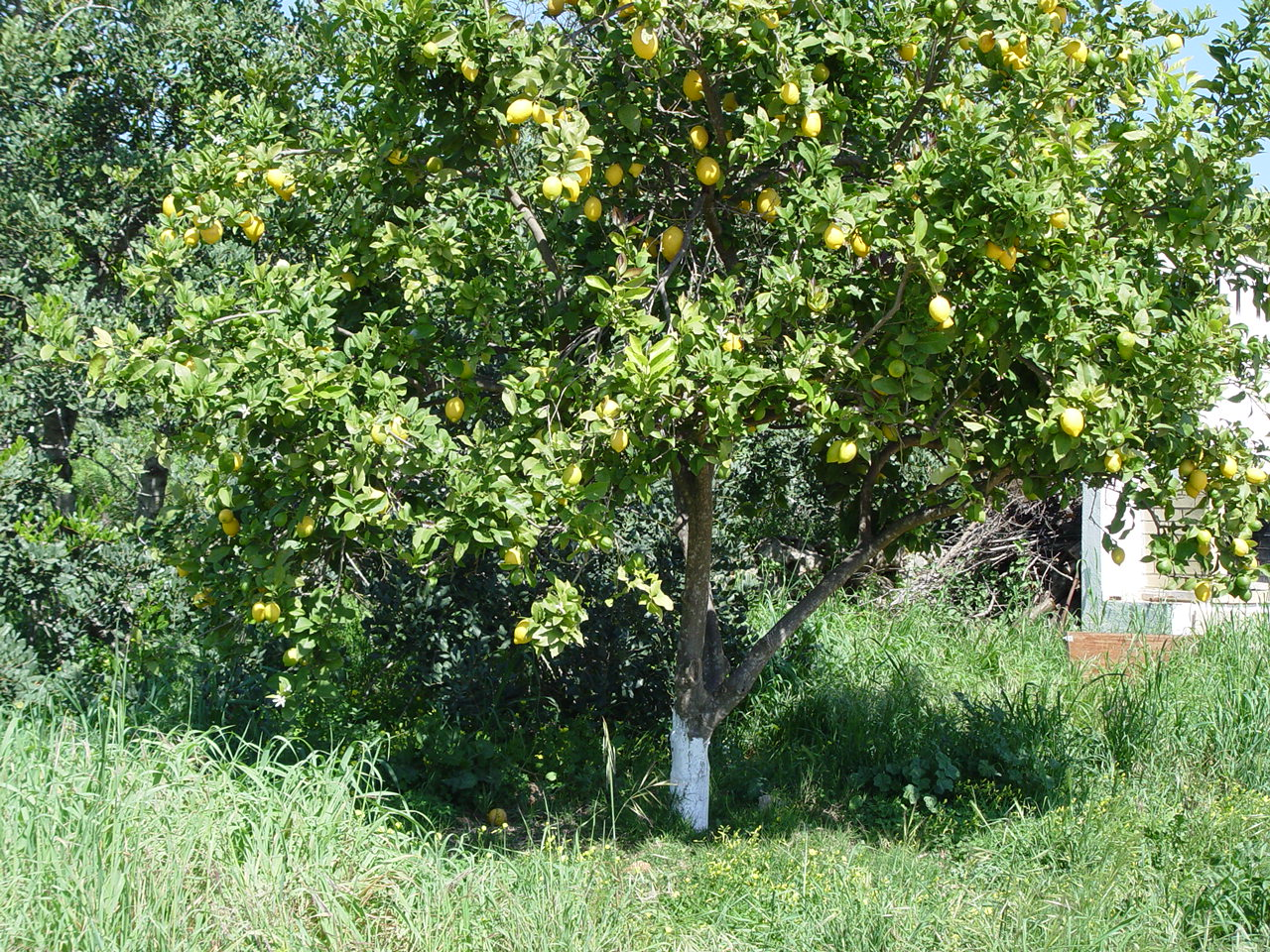
Citrus limon (citronnier), plante hôte de Papilio fuscus.
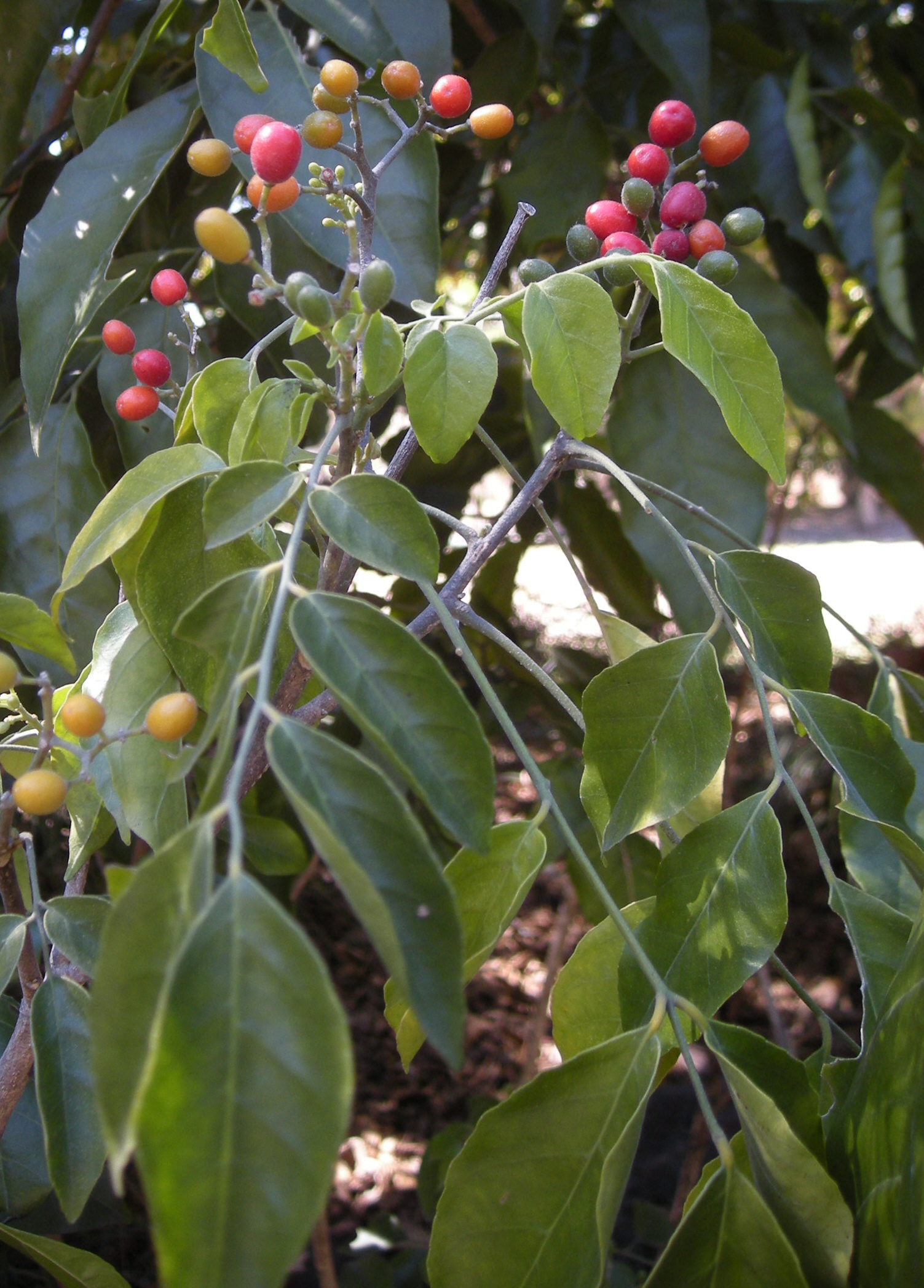
Micromelum minutum, autre plante hôte

## Habitat et répartition
L'espèce est présente en Asie du Sud-Est et en Océanie (Indonésie, Nouvelle-Guinée, Australie et îles environnantes). Elle vit principalement dans les forêts tropicales et subtropicales humides de l'écozone australasienne.

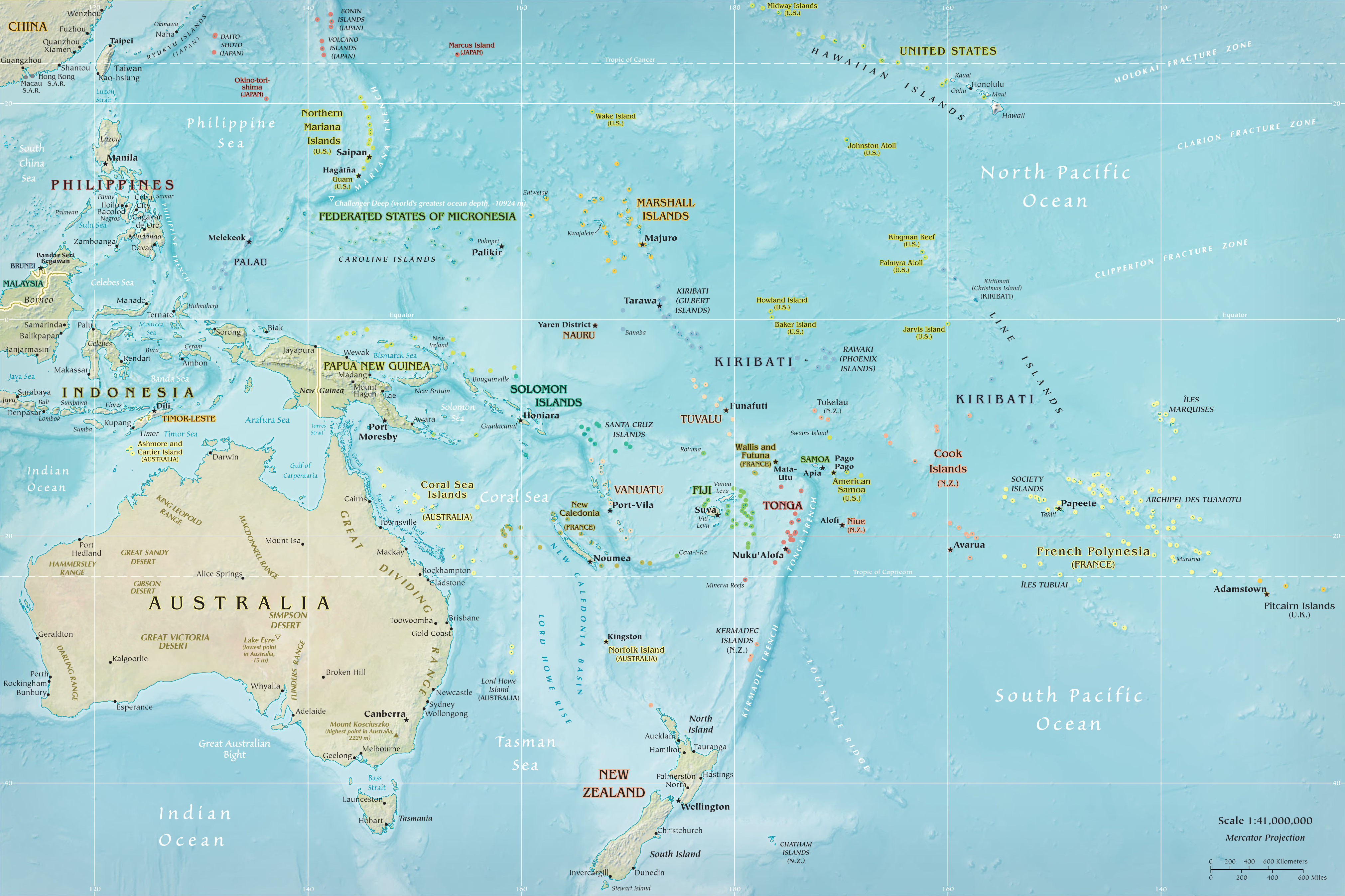
Carte de l'Océanie
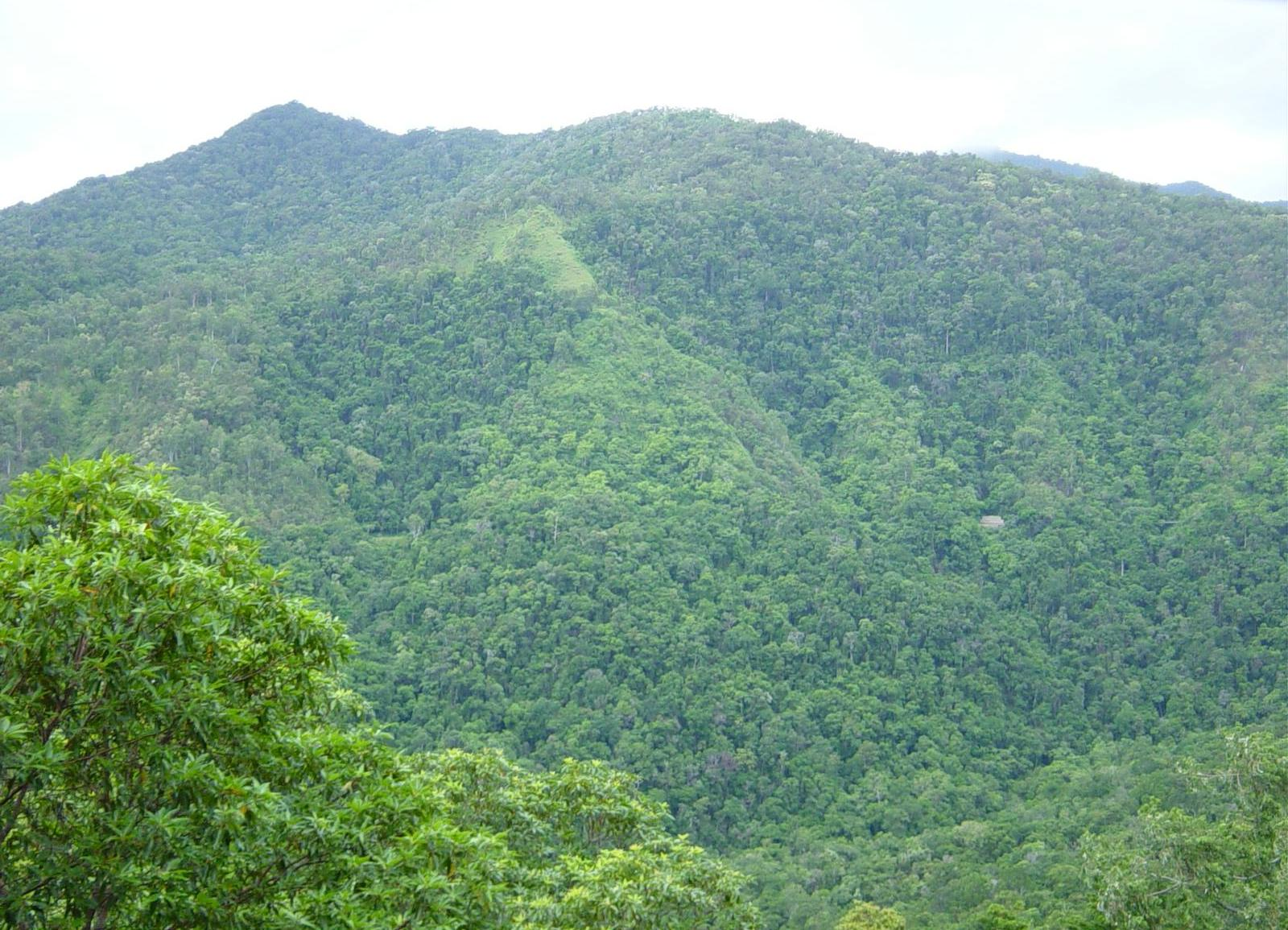
Forêt tropicale humide du Queensland (Australie).

## Systématique
L'espèce Papilio fuscus a été décrite pour la première fois en 1779 par Goeze dans Entomologische Beyträge zu des Ritter Linné zwölften Ausgabe des Natursystems. L'espèce est aussi appelée Menelaides fuscus et est placée par Hancock dans le sous-groupe du fuscus, dont elle est l'espèce-type.

### Sous-espèces[3]
- Papilio fuscus fuscus : Buru, Ambon, Serang
- Papilio fuscus canopus Westwood, 1842 : nord-ouest de l'Australie (Territoire du Nord, île Melville)
- Papilio fuscus capaneus Westwood, 1843 : Cap York, nord du Queensland
- Papilio fuscus vollenhovii C. & R. Felder, 1865 : Timor
- Papilio fuscus pertinax Wallace, 1865 : Sulawesi, îles Tukangbesi, Salaya, îles Sula
- Papilio fuscus hypsicles Hewitson, 1868 : Vanuatu
- Papilio fuscus indicatus Butler, 1876 : sud de la Nouvelle-Guinée, Papouasie, îles d'Entrecasteaux, île Woodlark, Lousiades, îles du détroit de Torrès
- Papilio fuscus cilix Godman & Salvin, 1879 : Nouvelle-Hanovre, Nouvelle-Irlande
- Papilio fuscus minor Oberthür, 1879 : Nord de Sulawesi, îles Sangihe
- Papilio fuscus beccarii Oberthür, 1880 : nord-ouest de la Nouvelle-Guinée
- Papilio fuscus thomsoni Butler, 1884 : îles Kei
- Papilio fuscus xenophilus Mathew, 1886 : Guadalcanal, Santa Isabel, groupe de la Nouvelle-Géorgie
- Papilio fuscus rotalita Swinhoe, 1893 : îles Aru, îles Kei
- Papilio fuscus hypsiclides Rothschild, 1894 : Wetar
- Papilio fuscus alorensis Rothschild, 1894 : Alor
- Papilio fuscus umbrosus Rothschild, 1894 : Sumbawa
- Papilio fuscus lunifer Rothschild, 1895 : îles Talaud, îles Sangihe
- Papilio fuscus canopinus Rothschild, 1895 : Romang, îles Leti
- Papilio fuscus tenimberensis Rothschild, 1896 : îles Tanimbar, îles Babar
- Papilio fuscus hasterti Ribbe, 1907 : Bougainville, Choiseul
- Papilio fuscus porrothenus Jordan, 1909 : Tanahjampea, île Kalao, sud-ouest de Sulawesi
- Papilio fuscus apathus Fruhstorfer, 1904 : Morotai, Halmahera, Ternate, Bacan
- Papilio fuscus ombiranus Rothschild, 1898 : îles Obi
- Papilio fuscus croton Fruhstorfer, 1904 : Damar
- Papilio fuscus metagenes Fruhstorfer, 1904 : îles Tukangbesi (Binongko)
- Papilio fuscus lamponius Fruhstorfer, 1904 : Nouvelle-Bretagne
- Papilio fuscus alyabona Joicey & Talbot, 1932 : îles Sula
- Papilio fuscus wasiensis Hanafusa, 1991 : îles Tukangbesi (Wangiwangi).

## Papilio fuscuset l'Homme

### Menaces et conservation
Cette espèce n'est pas évaluée par l'UICN et son statut actuel est inconnu. En 1985, elle était considérée comme généralement commune et non menacée.